# Портрет мога оца
Портрет мога оца је слика Салвадора Далија која је тренутно изложена уз Националном музеју Каталоније.

## Историја
Дали је своју прву изожбу имао у галерији Даламау у Барселони, 1925. године, пре него што је први пут отпутовао у Париз и окренуо се Надреализму. Једна од најистакнутијих слика са изложбе, која се сматра за једну од најбољих из његове ране фазе, портрет његовог оца. Дали се концентрисао са строг израз његовог оца, и посебно на његове продорне очи, и његов снажан карактер, бележника у Фигуерасу са којим је имао затегнут однос. Технчко мајсторство које је млади сликар постигао у то време може се видите у јасно нацртаним контурама, обради светлости и сенке и изражајној снази мрачног тона.

## Изложбе
- 1925. Барселона, галерија Далмау[1],
- 1962. Мадрид, (енгл. Cason del Buen Retiro)[2]
- 1964. Токио, (енгл. Tokio Prince Hotel Gallery)
- 1979. Париз, (енгл. Centre Georges Pompidou, Musee National d’Art Moderne)
- 1983. Madrid, (енгл. Museo Espanol de Arte Contemporaneo)